# Francisco Rodrigues Lobo
Francisco Rodrigues Lobo (Leiria, entre julho e dezembro de 1580 — Lisboa, 4 de novembro de 1622) foi um poeta português. Era um Autor regionalista como poucos, apresentava o cognome de "cantor do Lis", e era considerado o iniciador do Barroco na literatura portuguesa.

## Biografia
Nasceu em Leiria no seio de uma família de cristãos-novos, cidade onde a presença judaica remonta a inícios do século XIII.
Estudou na Universidade de Coimbra, onde se formou em Cânones. Foi precisamente na cidade do Mondego que iniciou a sua atividade literária, compondo o Romanceiro, tinha pouco mais de 16 anos.
Afirma-se que se dava com a nobreza, entre os quais Teodósio II, Duque de Bragança e Duarte de Bragança, senhor de Vila do Conde, e que este último lhe dava alojamento. Desconhece-se se terá exercido cargos públicos.
Na sua escrita percebe-se uma certa influência da lírica de Luís de Camões, nomeadamente nos temas do bucolismo e do desencanto.
Francisco se afogou no Rio Tejo durante uma viagem entre Lisboa e Santarém e acabou morrendo em novembro de 1622. Depois, foi seu corpo trazido a Lisboa, e sepultado no Convento de São Francisco da mesma Cidade.

## Obra

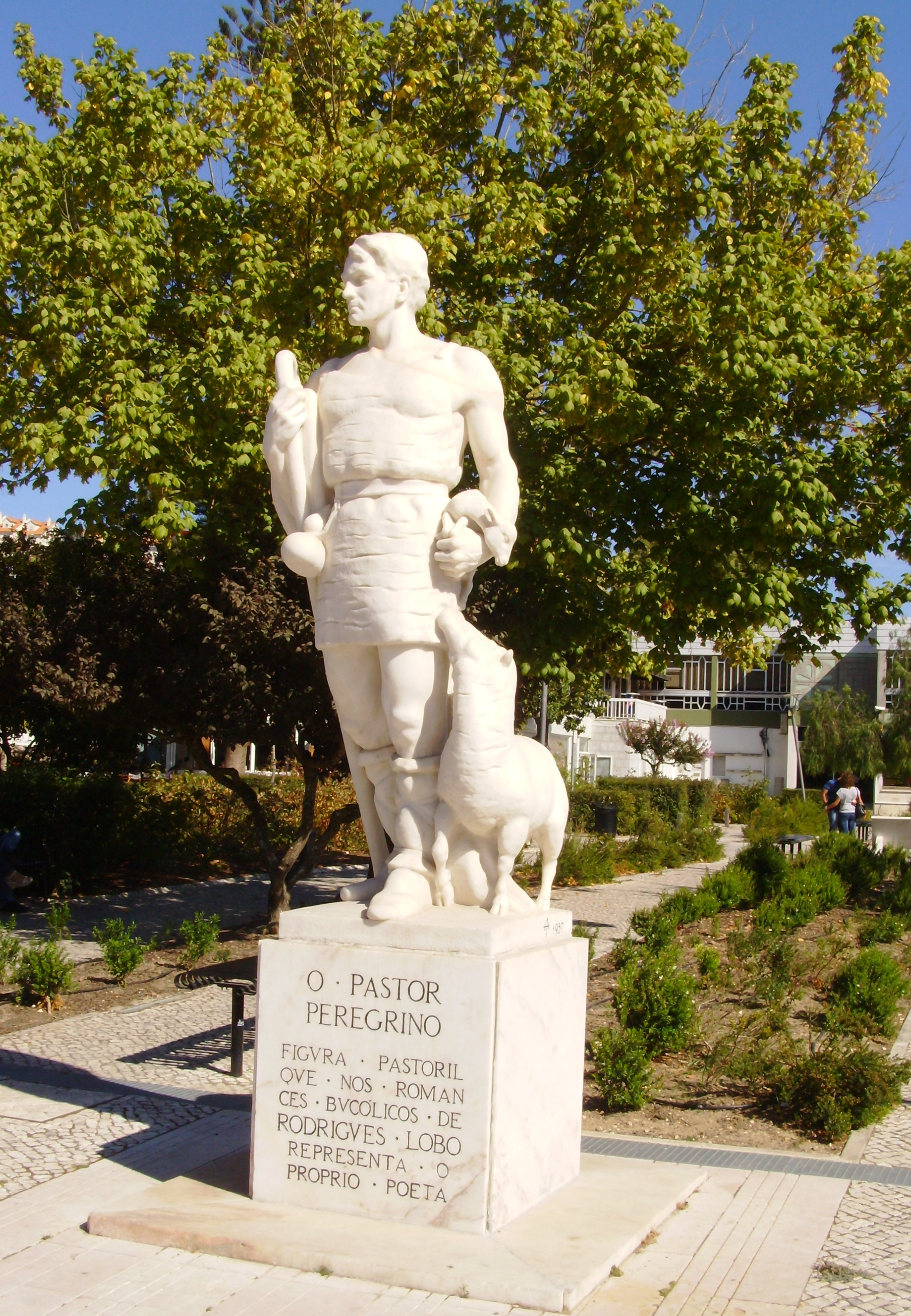
"O Pastor Peregrino" (Pedro Anjos Teixeira, 1957). Instalada no Jardim Luís de Camões em Leiria em 1959, é uma alusão ao poeta Leiriense Rodrigues Lobo.

Viveu durante a Dinastia Filipina, o que explica as numerosas obras escritas em língua castelhana, tendo escrito raramente em língua portuguesa. Foi autor, entre outras, das obras:
- Primavera (1601), título geral das três novelas pastoris: "Primavera", "Pastor Pereyrino" e "Desenganado";
- O Pastor Peregrino (1608);
- Condestabre (1609); e
- A Corte na Aldeia (1619).

Dessas, Corte na Aldeia é considerada como o primeiro sinal literário do Barroco em Portugal e um contributo importante no que se refere ao desenvolvimento do Barroco na Península Ibérica. A obra é dedicada ao descendente da Coroa Portuguesa, ou seja D. Duarte de Bragança, irmão do Duque de Bragança e marquês de Frechilha e de Malagam. Na dedicatória da obra, Rodrigues Lobo convida D. Duarte a preservar e ter orgulho da "língua e da nação Portuguesa" que, no passado, conheceu momentos muito mais gloriosos. "Corte na Aldeia" é composta de dezasseis diálogos didácticos que descrevem a vida cortesã da época, reflectindo a frustração da nobreza portuguesa pelo desaparecimento da corte nacional, sob a dominação filipina.

## Homenagens
O seu nome foi atribuído à Escola Secundária de Francisco Rodrigues Lobo, e à Praça Rodrigues Lobo, em Leiria.
É também nome de rua em Lisboa, freguesia de Campolide.